# Peter David
Peter Allen David (Fort Meade, 23 de setembro de 1956 – 25 de maio de 2025), mais conhecido como Peter David ou também PAD, foi um escritor americano, especializado em Histórias em quadrinhos (HQ).

## Vida
Nascido em 23 de setembro de 1956 em Fort Meade, Maryland, trabalhou inicialmente como representante de vendas da editora Marvel, uma das maiores editoras de HQ.
Escreveu os livros da série Star Trek, além de ter sido o escritor oficial do incrível Hulk durante anos.
Na Marvel Comics trabalhou com o Homem-Aranha, tendo criado pelo menos um vilão memorável: O Devorador de Pecados (em inglês Sin-Eater, vilão da história clássica A morte da capitã Jean DeWolff). Peter Parker sob suas histórias, todavia, regrediria a condição de adolescente desajeitado e descontrolado, o que desagradaria alguns fãs. E no universo aranha, criou também o Homem-Aranha 2099. Uma versão futurista do herói aracnídeo. Em 1987 passaria para o Hulk, onde alcançaria grande êxito com seu trabalho que durou 12 anos.
Antes de David, eram duas as facetas do Hulk conhecida dos leitores: a do gigante mau, que representava o lado obscuro da personalidade dos homens tal qual a história que inspirara Stan Lee, "O Médico e o Monstro", e que só se humanizava com a ajuda do adolescente Rick Jones. E a da fase de Roy Thomas, na qual o Hulk obtivera uma personalidade infantil, que só queria um lugar para ficar livre da perseguição dos seres humanos ou "homenzinhos", ideia usada até a exaustão pelo roteirista Bill Mantlo.
David retomou o lado rude e 'sacana' do personagem, aproveitando a caracterização dada pelo desenho detalhista de Todd McFarlane, mudando-lhe todavia a origem: a causa dessa maldade era a raiva reprimida de Bruce Banner, que fora vítima quando criança de um pai psicótico. Com essa mudança, ele reintroduziria o psiquiatra Doc Samson nas histórias, aproveitando também o antigo interesse do médico em Betty Banner.
Na década de 90, entra na DC Comics, onde assume o título de Aquaman, cuja fase é considerada uma das melhores do personagem. Essa mostra um Arthur Curry mais arrogante e falho, dando assim um ar mais realista para o personagem que já era considerado um tanto quanto cômico na editora. Apesar de ter críticas mistas, essa é considerada por alguns fãs como a melhor fase do personagem.
Outras contribuições importantes do escritor nessa fase do Hulk foi a do casamento de Rick Jones e a criação do Maestro, um Hulk do futuro que se tornaria uma espécie de super-tirano (na Graphic novel "Futuro Imperfeito", com desenhos de George Perez).
Dono de uma obra prolífica, escreveu ainda histórias do Capitão Marvel, Supergirl, Fallen Angel, Madrox, Wolverine, O Fantasma, X-Factor, Justiça Jovem, entre outros.
David morreu no dia 25 de maio de 2025 aos 68 anos. A causa da morte não foi divulgada, mas o artista tratava problemas renais e quadros de derrames nos últimos anos.

## Romances
- Alien Nation: Body and Soul, Pocket Books, 1993. ISBN 0-671-73601-9
- Battlestar Galactica: Sagittarius Is Bleeding, Tor Books, 2006. ISBN 0-7653-1607-2
- Darkness of the Light, Tor Books, 2007. ISBN 9780765311733
- Dinotopia: The Maze, Random House Books, 1998. ISBN 0-679-88264-2
- Fantastic Four: What Lies Between, Pocket Star Books, 2007. ISBN 1-4165-1070-2
- Howling Mad, Ace Books, 1989. ISBN 0-441-34663-4
- What Savage Beast, Diane Pub Co, 1995. ISBN 0-7567-5967-6
- Tigerheart, Del Rey Books, 2008. ISBN 978-0-345-50159-2
- Election Day, Pocket Star Books, 2008. ISBN 1-4165-1076-1
- Year of the Black Rainbow (com Claudio Sanchez), 2010
- Fable: The Balverine Order, 2010. ISBN 0-441-02006-2
- Fable: Blood Ties, 2011. ISBN 978-1-937007-40-9
- The Camelot Papers, 2011. ISBN 978-0983687702
- Pulling Up Stakes, 2012.
- Pulling Up Stakes 2, 2012.
- Artful: A Novel, 2014. ISBN 978-1477823163
- Halo: Hunters in the Dark, 2015. ISBN 978-1-4767-9585-0

### Modern Arthur
- Knight Life, Ace Hardcover, 1987. ISBN 0-441-00936-0
- One Knight Only, Ace, 2003. ISBN 0-441-01174-8
- Fall of Knight, Ace Hardcover, 2006. ISBN 0-441-01402-X

### Photon
Escrito como David Peters:
- For the Glory (1987)
- High Stakes (1987)
- In Search of Mom (1987)
- This Is Your Life, Bhodi Li (1987)
- Exile (1987)
- Skin Deep (1988)

### Psi-Man
Escrito como David Peters:
- Mind-Force Warrior, Diamond/Charter, 1990. ISBN 1-55773-399-6
- Deathscape, Diamond/Charter, 1990. ISBN 1-55773-450-X
- Main Street D.O.A., Diamond/Charter, 1991. ISBN 1-55773-492-5
- The Chaos Kid, Diamond/Charter, 1991. ISBN 0-441-00745-7
- Stalker, Diamond/Charter, 1991. ISBN 1-55773-617-0
- Haven, Diamond/Charter, 1992. ISBN 1-55773-709-6

### Sir Apropos of Nothing
- Sir Apropos of Nothing, Pocket Books, 2002. ISBN 0-7434-1234-6
- The Woad to Wuin, Pocket Star, 2003. ISBN 0-7434-4832-4
- Tong Lashing, Pocket Star, 2003. ISBN 0-7434-4912-6
- Sir Apropos of Nothing and the Adventure of the Receding Heir (conto, publicado na antologia Heroes in Training, 2007, ISBN 978-0756404383)
- Gypsies, Vamps, and Thieves (com Robin Riggs), IDW Publishing, 2009. ISBN 1-60010-451-7
- Pyramid Schemes, Second Age, Inc., 2016. ISBN 978-0983687771

### Movie novelizations
- The Return of Swamp Thing, Berkley, 1989. ISBN 0515101133
- The Rocketeer, Bantam, 1991. ISBN 0-553-29322-2
- Batman Forever, Warner Books Inc., 1995. ISBN 0-446-60217-5
- Fantastic Four, Pocket Star, 2005. ISBN 1-4165-0980-1
- Hulk, Del Rey, 2003. ISBN 0-345-45967-9
- The Incredible Hulk, Del Rey, 2008. ISBN 978-0-345-50699-3
- Spider-Man, Del Rey, 2002. ISBN 0-345-45005-1
- Spider-Man 2, Del Rey, 2004. ISBN 0-345-47054-0
- Spider-Man 3, Del Rey, 2007.
- Iron Man, Del Rey, 2008.
- Transformers: Dark of the Moon, Del Rey, 2011.
- Battleship, Del Rey, 2012.
- After Earth, Del Rey, 2013.

### Babylon 5
Com base em um esboço de J. Michael Straczynski:
- Legions of Fire, Book 1—The Long Night of Centauri Prime, Del Rey, 1999. ISBN 0-345-42718-1
- Legions of Fire, Book 2—Armies of Light and Dark, Del Rey, 2000. ISBN 0-345-42719-X
- Legions of Fire, Book 3—Out of the Darkness, Del Rey, 2000. ISBN 0-345-42720-3
- Babylon 5: In the Beginning, Del Rey, 1995. ISBN 0-345-48363-4 (Romantização de filmes; Baseado em um roteiro de J. Michael Straczynski)
- Babylon 5: Thirdspace, Del Rey, 1998. ISBN 0-345-42454-9 (Romantização de filmes; Baseado em um roteiro de J. Michael Straczynski)

## Comics
- Action Comics Weekly #608–620 (série do Lanterna Verde; #615, 619–620, enredo com Richard Howell) (1988)
- The Phantom #1–4 (1988)
- Justice #15–32 (1988–1989)
- Dreadstar #41–64 (1989–1991)
- Creepy: The Limited Series #1–4 (1992)
- Sachs and Violens #1–4 (1993)
- Captain America Drug War (1994)
- Dreadstar #0.5, 1–6 (1994)
- DC vs. Marvel (#2 and #4 only) (1996)
- Heroes Reborn: The Return #1–4 (1997)
- Babylon 5: In Valen's Name (com J. Michael Straczynski), DC Comics, 1998. ISBN 185286981X
- Powerpuff Girls: Hide and Go Mojo (2002) ISBN 0-439-33249-4
- The Haunted #1–4 (2002)
- The Haunted: Gray Matters #1 (2002)
- Red Sonja vs. Thulsa Doom #1–4 (com Luke Lieberman and Will Conrad), Dynamite Entertainment, 2006. ISBN 1-933305-96-7
- Spike: Old Times (com Scott Tipton and Fernando Goni), IDW Publishing, 2006. ISBN 1-60010-030-9
- Spike vs. Dracula #1–5 (com Joe Corroney e Mike Ratera), IDW Publishing, 2006. ISBN 1-60010-012-0
- Wonder Man: My Fair Super Hero #1–5 (2007)
- The Scream #1–4 (2007)
- Halo: Helljumper #1–5 (2009)
- Deadpool’s Art of War #1–4 (2014)
- The Phantom: Danger in the Forbidden City #1–6 (2014)
- Marvel Comics #1000 (amongst others) (2019)
- Elektra: Black, White & Blood #2 (2022)
- Battlestar Galactica vs. Battlestar Galactica #1—6 (Crossover das séries de 1978 e 2004, janeiro a junho de 2018)
- Teenage Mutant Ninja Turtles (2003) #1–7 (2003)

### Aquaman
- The Atlantis Chronicles #1–7 (1990)
- Aquaman: Time and Tide #1–4 (com Kirk Jarvinen) (1993)
- Aquaman Vol. 5 #0–46, Annual 1–4 (1994–1998)

### Avengers
- The Last Avengers Story #1–2 (1995)
- Avengers: Season One (2012)
- Avengers: Back to Basics #1–6 (2018)

### Captain Marvel(Marvel Comics)
- Captain Marvel Vol. 4 #1–35, 0 (1999–2002)
- Captain Marvel Vol. 5 #1–25 (2002–2004)
- Genis-Vell: Captain Marvel #1–5 (2022)

### Fallen Angel
- Fallen Angel  #1–20 (DC) (2003–2005)
- Fallen Angel #1–33 (IDW) (2005–2008)
- Fallen Angel: Reborn #1–4 (2010)
- Fallen Angel: Return of the Son #1–4 (2011)

### Fantastic Four
- Before the Fantastic Four: Reed Richards #1–3 (2000)
- Marvel 1602: Fantastick Four #1–5 (2005)
- Fantastic Four: The Prodigal Sun #1 (2019)
- Silver Surfer: The Prodigal Sun #1 (2019)
- Guardians of the Galaxy: The Prodigal Sun #1 (2019)
- New Fantastic Four #1–5 (2022)

### Marvel Cinematic Universe
- Iron Man: I Am Iron Man! #1–2 (2010)
- Marvel's Captain America: The First Avenger #1–2 (2013)
- Marvel's Captain America: The Winter Soldier Infinite Comic (2014)
- Marvel's Black Widow Prelude #1–2 (2020)

### The Incredible Hulk
- Hulk Visionaries: Peter David, Volume 1 (com Todd McFarlane), Marvel Comics, 2005. ISBN 0-7851-1541-2. Collects Incredible Hulk #331–339 (1987–1988).
- Hulk Visionaries: Peter David, Volume 2 (com Todd McFarlane, Erik Larsen, and Jeff Purves), Marvel Comics, 2005. ISBN 0-7851-1878-0. Collects Incredible Hulk #340–348 (1988).
- Hulk Visionaries: Peter David, Volume 3 (com Jeff Purves, Alex Saviuk, and Keith Pollard), Marvel Comics, 2006. ISBN 0-7851-2095-5. Collects Incredible Hulk #349–354 e Web of Spider-Man #44 (1988–1989).
- Hulk Visionaries: Peter David, Volume 4 (com Bob Harras, Jeff Purves, and Dan Reed), Marvel Comics, 2007. ISBN 0-7851-2096-3. Collects Incredible Hulk #355–363 e Marvel Comics Presents #26 and #45 (1989–1990).
- Hulk Visionaries: Peter David, Volume 5 (com Jeff Purves, Dale Keown, Sam Kieth, and Angel Medina), Marvel Comics, 2008. ISBN 978-0-7851-2757-4. Collects Incredible Hulk #364–372 and Incredible Hulk Annual #16 (1989–1990).
- Hulk Visionaries: Peter David, Volume 6 (com Dale Keown,), Marvel Comics, 2009. ISBN 978-0-7851-3762-7. Collects Incredible Hulk #373–382 (1990–1991).
- Hulk Visionaries: Peter David, Volume 7 (com Dale Keown,), Marvel Comics, 2010. ISBN 978-0-7851-4457-1. Collects Incredible Hulk #383–389 e Incredible Hulk Annual #17 (1991–1992).
- Hulk Visionaries: Peter David, Volume 8 (com Dale Keown), Marvel Comics, 2011. ISBN 978-0-7851-5603-1. Collects Incredible Hulk #390–396, X-Factor #76 e Incredible Hulk Annual #18 (1992).
- Epic Collection 19: Ghosts of the Past (com Dale Keown), Marvel Comics, 2015. ISBN 978-0-7851-9299-2. Collects Incredible Hulk #397–406 e Incredible Hulk Annual #18–19 (1992).
- Epic Collection 20: Future Imperfect, Marvel Comics, 2017 ISBN 978-1302904708. Collects Incredible Hulk #407–419, Annual #20, Incredible Hulk: Future Imperfect #1–2 e material de Marvel Holiday Special #3
- Epic Collection 21: Fall of the Pantheon, Marvel Comics 2018.ISBN 978-1302910242. Collects Tales to Astonish (1994) #1, Incredible Hulk vs. Venom #1, Incredible Hulk #420–435
- Epic Collection 22: Ghosts of the Future, Marvel Comics, 2019.ISBN 978-1302916268. Collects Incredible Hulk #436–448, Savage Hulk #1 e mais.
- Tempest Fugit (com Lee Weeks), Marvel Comics, 2005. ISBN 0-7851-1543-9. Collects Incredible Hulk Vol. 2 #77–82.
- House of M: Incredible Hulk, Marvel Comics, 2006 ISBN 978-0785118343. Collects Incredible Hulk Vol. 2 #83–87
- Incredible Hulk #328, 331–359, 361–467, -1 (1987–1998)
  - Incredible Hulk Annual #16–20 (1990–1994)
- Incredible Hulk Vol. 2 #33 (reprints Incredible Hulk #335), #77–87 (2005)
- Incredible Hulk: Future Imperfect #1–2 (1992)
- Incredible Hulk vs. Venom #1 (1994)
- Tales to Astonish vol. 3 #1 (1994)
- Prime vs. The Incredible Hulk #0 (1995)
- Savage Hulk #1 (1996)
- Incredible Hulk/Hercules: Unleashed #1 (1996)
- Hulk/Pitt #1 (1997)
- Hulk: The End #1 (2002)
- What If General Ross Had Become the Hulk? #1 (2005)
- Hulk: Destruction #1–4 (2005)
- Giant-Size Hulk #1 (2006)
- World War Hulk Prologue: World Breaker #1 (2007)
- Marvel Adventures: Hulk #13-16 (2008)
- Hulk vs. Fin Fang Foom #1 (2008)
- The Incredible Hulk: The Big Picture #1 (2008)
- Hulk: Broken Worlds #1 (2009)
- Future Imperfect: Warzones! #1–5 (2015)
- Secret Wars: Battleworld #4 (2015)
- Incredible Hulk: Last Call #1 (2019)
- Maestro #1–5 (2020)
- Maestro: War and Pax #1–5 (2021)
- Maestro: World War M #1–5 (2022)
- Joe Fixit #1–5 (2023)

### She-Hulk
- The Sensational She-Hulk #12 (1989)
- She-Hulk Vol. 2 #22–38 (2007–2009)
- She-Hulk: Cosmic Collision #1 (2009)
- She-Hulk: Sensational #1 (2010)

### Soulsearchers & Company
- Soulsearchers & Company: On the Case! #1–82 (1993–2007) (com Richard Howell, Amanda Conner, Jim Mooney)

### Spider-Man
- The Death of Jean DeWolff (com Rich Buckler), Marvel Comics, 1991. ISBN 0-87135-704-6
- Amazing Spider-Man #266–267, 278, 289, 525
- Peter Parker, The Spectacular Spider-Man #103, 105–110, 112–113, 115-119, 121–123, 128–129
  - Peter Parker, The Spectacular Spider-Man Annual #5–6
- The Spectacular Spider-Man #134–136
- Web of Spider-Man #7, 12–13. 40–44, 49
  - Web of Spider-Man Annual #6
- Spider-Man Special Edition #1 (1992)
- Spider-Man 2099 #1–44 (1993–1996)
  - Spider-Man 2099 Annual #1
  - Spider-Man 2099 Meets Spider-Man #1
- Spider-Man Gen13 #1 (1996)
- Spider-Man Family Featuring Spider-Clan #1 (2005)
- Friendly Neighborhood Spider-Man #1, 4–23 (2005–2007)
  - Friendly Neighborhood Spider-Man Annual #1
- Marvel Knights: Spider-Man #19 (2005)
- Spider-Man: The Other (com Reginald Hudlin, J. Michael Straczynski, Pat Lee, Mike Wieringo, e Mike Deodato), Marvel Comics, 2006. ISBN 0-7851-2188-9
- Marvel Adventures: Spider-Man #17–19 (2006), 31 (2007)
- What If? Spider-Man: The Other (2007)
- Amazing Spider-Man Vol. 3 #1 (2014)
- Spider-Man 2099 Vol. 2 #1–12 (2014–2015)
- Spider-Man 2099 Vol. 3 #1–25 (2015–2017)
- Secret Wars 2099 #1–5 (2015)
- Ben Reilly: The Scarlet Spider #1–25 (2017–2018)
- Sensational Spider-Man: Self-Improvement #1 (2019)
- Symbiote Spider-Man #1–5 (2019)
- Absolute Carnage: Symbiote Spider-Man #1 (2019)
- Symbiote Spider-Man: Alien Reality #1–5 (2019–2020)
- Symbiote Spider-Man: King in Black #1–5 (2020–2021)
- Symbiote Spider-Man: Crossroads #1–5 (2021)
- Symbiote Spider-Man 2099 #1–5 (2024)

### Spyboy
Escrito com Pop Mhan e Norman Lee.
- SpyBoy #1–12, 14–17 (1999–2001)
- SpyBoy: Motorola Special (2000)
- SpyBoy/Young Justice #1–3 (2002)
- SpyBoy Special: The Manchurian Candy Date (2002)
- SpyBoy: The M.A.N.G.A Affair (also known as SpyBoy #13.1–13.3, compiled The M.A.N.G.A Affair miniseries #1–3) (2003)
- SpyBoy: Final Exam #1–4 (2004)

### Supergirl
- Supergirl Vol. 4 #1–80, Annual #1–2, Supergirl Plus #1, #1000000 (com Gary Frank e Terry Dodson), DC Comics (1996-2003)
- Many Happy Returns (written com Ed Benes), DC Comics, 2003. ISBN 1-4012-0085-0

### Wolverine
- Wolverine vol. 2 #9, 11–16, 24, 44 (1989, 1990, 1991)
- Wolverine: Rahne of Terra (1991)
- Wolverine: Global Jeopardy #1 (1993)
- Wolverine: Blood Hungry, collecting Marvel Comics Presents #85–92 (Wolverine serial) (1993)
- Wolverine: First Class #13–21 (2009)

### X-Factor
- X-Factor vol. 1 #55, 70–89 (1990–1993)
  - X-Factor Annual #6–8
- MadroX: Multiple Choice (com Pablo Raimondi), Marvel Comics, 2005. ISBN 0-7851-1500-5
- X-Factor Vol. 3 #1–50, #200–262 (2005–2013)
  - X-Factor: The Quick and the Dead #1
  - X-Factor: Layla Miller #1
  - Nation X: X-Factor #1
- All-New X-Factor #1–20 (2014–2015)
- X-Men Legends vol. 1 #5–6 (2021)

### Young Justice
- Young Justice #1–7, 9–21, 23–55, #1000000, DC Comics (1998–2003)
- Young Justice: Sins of Youth #1–2 (2000)
- Young Justice: A League of Their Own (com Todd Nauck), DC Comics, 2000. ISBN 1-84023-197-1

## Star Trek
Coleções de edições da DC Comics
- The Trial of James T. Kirk (Star Trek Comics Classics trade paperback, reprint of DC Comics issues, com James W. Fry and Gordon Purcell), Titan Books, 2006. ISBN 1-84576-315-7
- Death Before Dishonor (Star Trek Comics Classics trade paperback, reprint of DC Comics issues, com James W. Fry and Arne Starr), Titan Books, 2006. ISBN 1-84576-154-5
- Star Trek Archives Volume 1: Best of Peter David, 2008, ISBN 978-1600102424

Captain Sulu Adventures
- Cacophony (under the pseudonym J.J. Molloy), Simon & Schuster (Trade Division), 1994. ISBN 0-671-85331-7

Captain's Table
- Once Burned, Pocket Books, 1998. ISBN 0-671-02078-1
- Tales From The Captain's Table, story "Pain Management", Pocket Books, 2005. ISBN 1-4165-0520-2

Deep Space Nine
- The Siege, Pocket Books, 1993.
- Wrath of the Prophets (com Robert Greenberger and Michael Jan Friedman), Pocket Books, 1997. ISBN 0-671-53817-9

Gateways
- Cold Wars, Pocket Books, 2001. ISBN 0-671-04242-4
- What Lay Beyond (com Diane Carey, Keith R. A. DeCandido, Christie Golden, Robert Greenberger, Susan Wright), Pocket Books, 2002. ISBN 0-7434-5683-1

Starfleet Academy
- Worf's First Adventure, Simon & Schuster, 1993. ISBN 0-671-85212-4
- Line of Fire, Simon & Schuster, 1993. ISBN 0-671-87085-8
- Starfleet Academy—Survival, Simon & Schuster, 1994. ISBN 0-671-85214-0

New Frontier
- House of Cards, Pocket Books, 1997. ISBN 0-671-01395-5
- Into the Void, Pocket Books, 1997. ISBN 0-671-01396-3
- The Two Front War, Pocket Books, 1997. ISBN 0-671-01397-1
- End Game, Pocket Books, 1997. ISBN 0-671-01398-X
- Martyr, Pocket Books, 1998. ISBN 0-671-02036-6
- Fire on High, Pocket Books, 1998. ISBN 0-671-02037-4
- Star Trek: New Frontier, Pocket Books, 1998. ISBN 0-671-01978-3
- The Quiet Place, Pocket Books, 1999. ISBN 0-671-02079-X
- Dark Allies, Pocket Books, 1999. ISBN 0-671-02080-3
- Double Time, DC Comics, 2000. ISBN 1-56389-760-1
- Excalibur, Book 1: Requiem, Pocket Books, 2000. ISBN 0-671-04238-6
- Excalibur, Book 2: Renaissance, Pocket Books, 2000. ISBN 0-671-04239-4
- Excalibur, Book 3: Restoration, Pocket Books, 2001. ISBN 0-7434-1064-5
- Being Human, Pocket Books, 2001. ISBN 0-671-04240-8
- Gods Above, Pocket Books, 2003. ISBN 0-7434-1858-1
- Stone and Anvil, Pocket Books, 2004. ISBN 0-7434-9618-3
- After the Fall, Pocket Books, 2004. ISBN 0-7434-9185-8
- Missing in Action, Pocket Books, 2006. ISBN 1-4165-1080-X
- Treason, Pocket Books, 2009. ISBN 0-7434-2961-3
- Blind Man's Bluff, Gallery Books, 2011. ISBN 978-0-7434-2960-3
- The Returned: Part 1, Pocket Books, 2015.
- The Returned: Part 2, Pocket Books, 2015.
- The Returned: Part 3, Pocket Books, 2015.

The Next Generation
- Strike Zone, Pocket Books, 1989. ISBN 0-671-74647-2
- A Rock and a Hard Place, Pocket Books, 1990. ISBN 0-671-74142-X
- Vendetta, Pocket Books, 1991. ISBN 0-671-74145-4
- Q-in-Law, Pocket Books, 1991. ISBN 0-8359-1105-5
- Imzadi, Pocket Books, 1993. ISBN 0-671-02610-0
- Q-Squared, Pocket Books, 1994. ISBN 0-671-89151-0
- Double Helix—Double or Nothing, Pocket Books, 1999. ISBN 0-671-03478-2
- Imzadi II: Triangle, Pocket Books, 1999. ISBN 0-671-02538-4
- I, Q (com John de Lancie), Pocket Books, 2000. ISBN 0-671-02444-2
- Imzadi Forever, Pocket Books, 2003. ISBN 0-7434-8510-6
- Before Dishonor, Pocket Books, 2007. ISBN 1-4165-2742-7
- Star Trek: The Next Generation - IDW 2020 (comic special), IDW Comics, 2019.

The Original Series
- The Rift, Pocket Books, 1991. ISBN 0-671-74796-7
- The Disinherited (com Michael Jan Friedman e Robert Greenberger), Pocket Books, 1992. ISBN 0-671-77958-3
- The Captain's Daughter, Pocket Books, 1995. ISBN 0-671-52047-4

Não-ficção
- Beam Me Up, Scotty (co-autor, autobiografia de James Doohan), 1996. ISBN 0-671-52056-3

## Ficção curta
- «The Archetype». F&SF. 96 (2). 1999
- "One Fateful Knight" na antologia Short Trips: The Quality of Leadership, Big Finish Productions, 2008. ISBN 978-1-84435-269-2
- «Bronsky's Dates with Death». F&SF. 121 (1&2): 8–32. 2011
- "The Robin Hood Fan's Tale," The Fans are Buried Tales, Crazy 8 Press ISBN 978-1732457744

## Ensaios e instrução
- But I Digress, Krause Publications, 1994. ISBN 0-87341-286-9
- Writing for Comics with Peter David, Impact Books, 2006. ISBN 1-58180-730-9
- More Digressions: A New Collection of 'But I Digress' Columns, Mad Norwegian Press, 2009. ISBN 978-1935234005
- Mr. Sulu Grabbed My Ass, and Other Highlights from a Life in Comics, Novels, Television, Films and Video Games, McFarland, 2020. ISBN 9781476683546